# Rabodo von Lobdaburg
Rabodo, auch Rapoto  von Lobdeburg  (* vor 1130; † 1176) aus dem Geschlecht der Herren von Auhausen. Er war von 1167 bis 1176 Bischof des Bistums  Speyer.

## Leben
Er stammte aus der urkundlich seit 959 in Auhausen im Nordries (Lkr. Donau-Ries/Bayern) ansässigen edelfreien Familie von Auhausen. Sein Vater, Hartmann von Auhausen (auch 1129 Hartmann von Alerheim und 1147 Hartmann Graf von Alerheim), war Ortsherr von Auhausen und Stifter von Kloster Auhausen an der Wörnitz.  Name und Familie der Mutter sind nicht bekannt. Vor Februar 1133 zog Hartmann mit Frau und den drei Söhnen, Hartmann (I.), Rapoto und Otto (I.), an die Saale und ließ sich in Lobede (heute Lobeda als OT von Jena/Thüringen) nieder – im Rahmen des Landesausbaus im westlichen Osterland (geographisch Saale-Elster-Platte) unter König Lothar III. (HRR).
Rabodo, auch Rapoto, war wohl der mittlere Sohn und schlug die geistliche Laufbahn ein. Er ist vermutlich identisch mit dem  „Rappodo“, der  bereits 1149 unter den Zeugen aus dem Speyerer Domkapitel  erwähnt ist in der bischöflichen Urkunde 1149 (Indictio XII) [o. Monat, o. Tag] Speyer.   1167 wurde er vom Kapitel zum Bischof gewählt.  Er hat nie in Rom um die päpstliche Bestätigung nachgesucht – wohl weil er sich im damaligen  Schisma und der entsprechend wechselhaften Kirchenpolitik von Kaiser Friedrich I. (HRR) nicht festlegen wollte – und blieb als gewählter Bischof (episcopus electus) kirchenrechtlich unangefochten im Amt bis zu seinem Tod 1176.
In Urkunde 1170 Mai 28 Speyer bestätigte Bischof Rapoto gegenüber Abt Ortlieb von Kloster Eußerthal die Schenkung eines Waldgebietes bei Eußerthal als Eigengut (Allod) im Jahr 1150 in Würzburg vor König Konrad III. durch ihn und seine Brüder Hartmann Graf von Lobdeburg und Otto Graf von Alerheim.
Diese seine Brüder Hartmann (I.) († 1186) und Otto (I.) († um 1194) sind im 12. Jh. die eigentlichen Begründer der Dynastie der Lobdeburger, siehe Lobdeburg (Adelsgeschlecht).